# Saar de Swart
Elisabeth Sara Clasina (Saar) de Swart (Arnhem, 6 augustus 1861 - Anacapri (Capri, Italië), 12 augustus 1951) was een Nederlandse beeldhouwster.

## Leven en werk
De Swart werd in 1861 in Arnhem geboren als dochter van de kunstschilder Corstianus Hendrikus de Swart en Elisabeth Sara IJntema. Zij volgde omstreek 1887 een korte tijd de opleiding aan de Rijksnormaalschool voor Kunstnijverheid te Amsterdam en kreeg daarna les in beeldhouwen van Lambertus Zijl. Rond 1889 kreeg zij in Parijs les van de beeldhouwer Auguste Rodin. Via Rotterdam kwam zij vervolgens in Amsterdam terecht, waar zij woonde in het door Willem Witsen gekochte huis - het latere Willem Witsenhuis - aan het Oosterpark. In 1898 verhuisde ze met haar levensgezellin, de schilderes en tekenares Emilie van Kerckhoff, naar Laren in Het Gooi. De Swart en Van Kerckhoff verbonden zich als artistiek medewerksters aan het kunstatelier 't Binnenhuis, maar samen met enkele andere kunstenaars zegden zij in 1901 uit onvrede hun medewerking op. In 1918 vestigden zij zich op het Italiaanse Capri.
De Swart werd geportretteerd door de schilders Breitner, Veth en Isaac Israëls. Door de schrijver Jan Engelman wordt ze bestempeld tot de "Muze der Tachtigers", een typering die niet onomstreden was. De Swart, op wie al eerder Willem Kloos verliefd was geweest, werd geadoreerd door de schilder Eduard Karsen. Diens liefde werd door De Swart niet beantwoord vanwege haar lesbische geaardheid. De afgewezen Karsen nam naderhand wraak door haar en haar vriendinnen te belasteren. Een vriendengerecht maakte een eind aan het geschil en stelde Karsen in het ongelijk. Maar Karsen bleef nog jarenlang wrokken.
De Swart had bewondering voor het werk van de schilder Odilon Redon, die zij in haar Parijse tijd had leren kennen. Samen met Jan Veth nam zij het initiatief om in Nederland een tentoonstelling aan zijn werk te wijden. Deze tentoonstelling werd in 1894 door de Haagse Kunstkring georganiseerd.
De Swart overleed in 1951 op 90-jarige leeftijd in Anacapri op Capri.

### Werk
Het door De Swart gemaakt beeld Jongen met schildpad behoort tot de collectie van het Singer Museum te Laren. Het Museum Arnhem bezit haar beeld Balinese danseres en ook het Kröller-Müller Museum in Otterlo heeft werk van De Swart in de collectie.

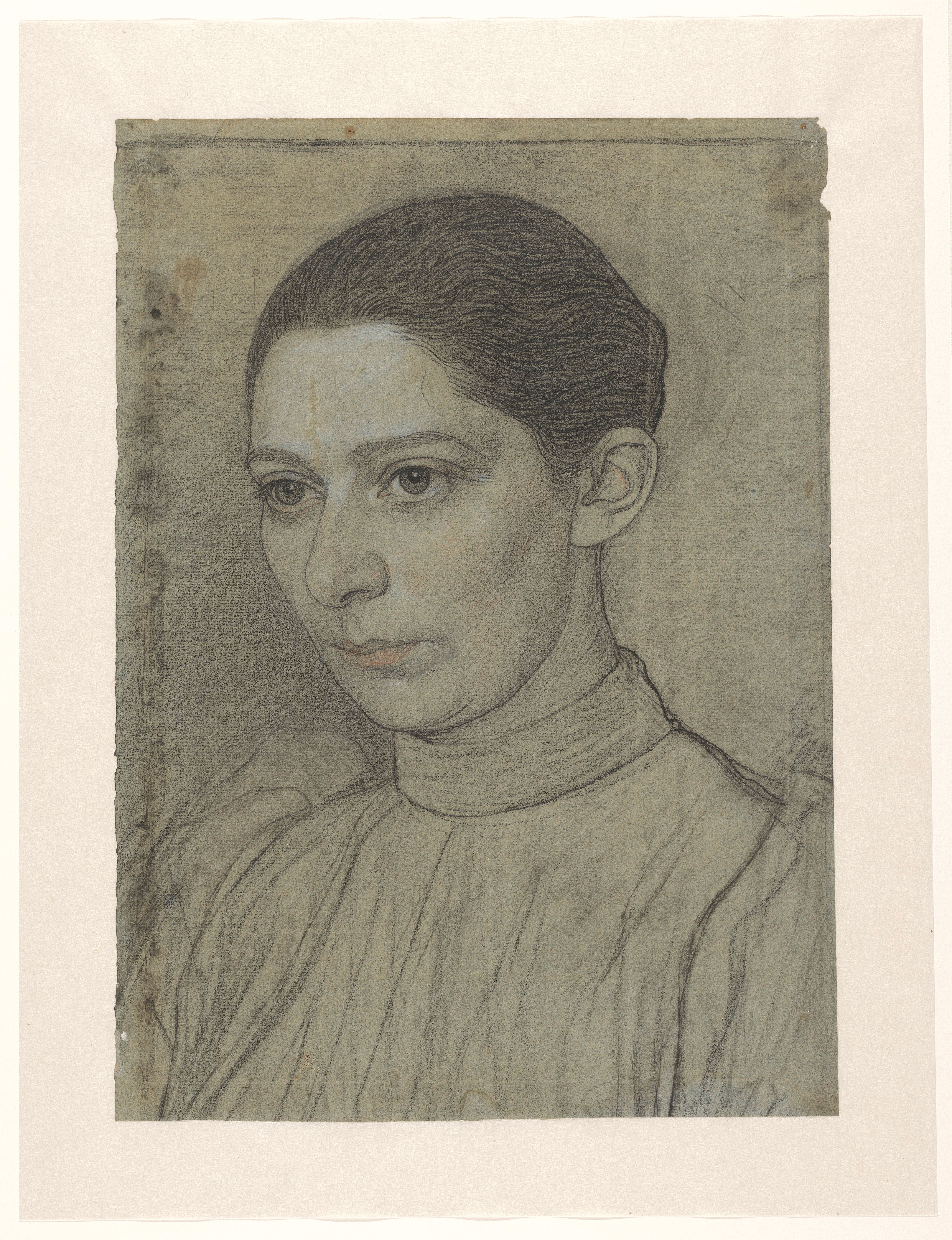
Portret van De Swart door Jan Veth
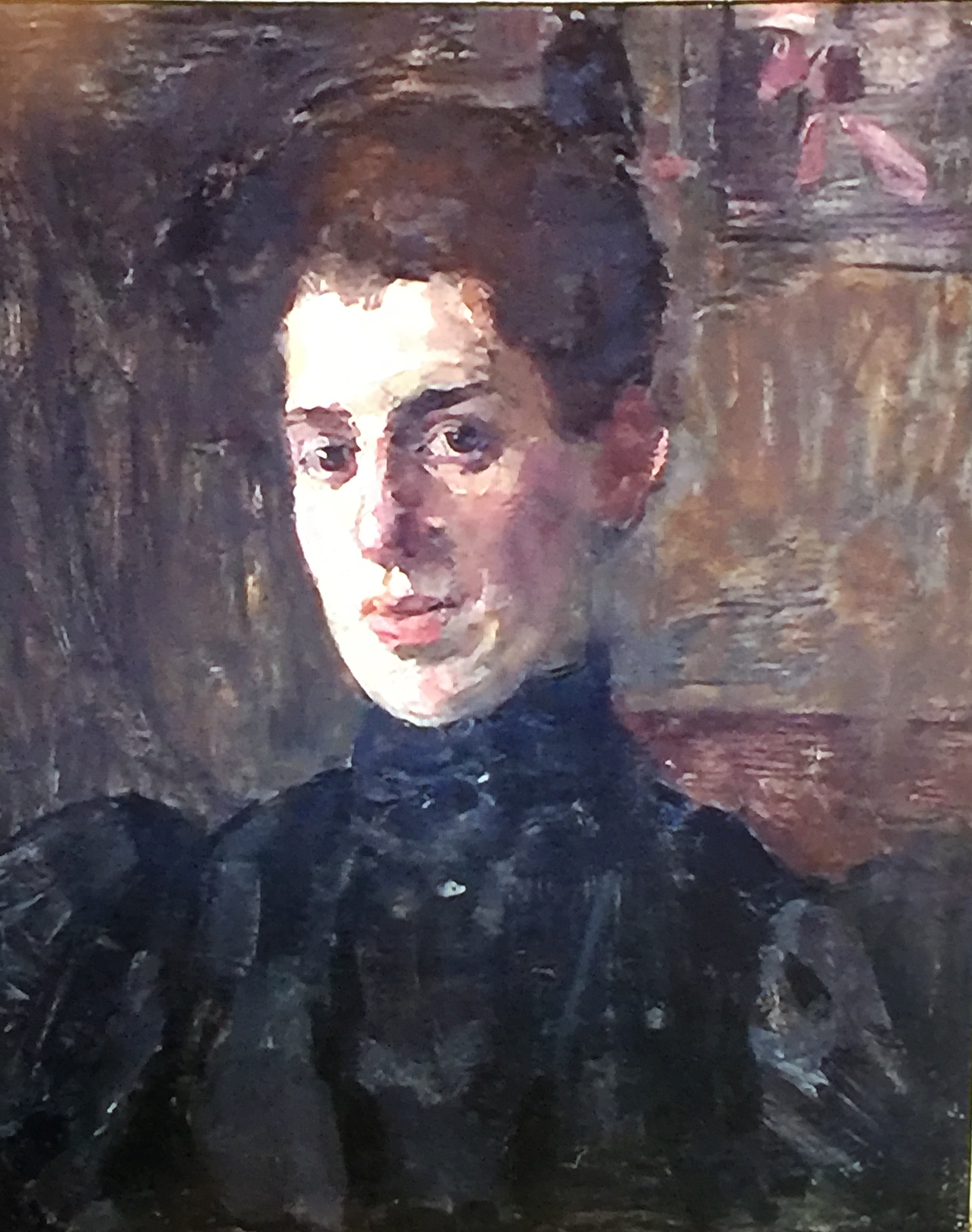
Portret van De Swart door Isaac Israëls

- Bibliothèque nationale de France: cb17040754t (data)
- Biografisch Portaal: 63135875
- Digitale Bibliotheek voor de Nederlandse Letteren: swar016
- Gemeinsame Normdatei: 1099994608
- International Standard Name Identifier: 0000 0003 9974 4722
- Library of Congress Control Number: no2016072258
- Nederlandse Thesaurus van Auteursnamen: 070027625
- RKD-Nederlands Instituut voor Kunstgeschiedenis: 90608
- Système universitaire de documentation: 192279270
- Union List of Artist Names: 500042826
- Virtual International Authority File: 295144472
- WorldCat: E39PBJy4hydvhCMKwVxqyP4KBP